# حركة ساسي
كانت حركة ساسي عبارة عن مجموعة من المؤامرات والدسائس الموجهة ضد الملك الآشوري أسرحدون في الفترة من 671 إلى 670 قبل الميلاد، وقد تورط في كل منها بطريقة ما ساسي، وهو مسؤول رفيع المستوى مشكوك في ولائه. بهدف خلع أسرحدون، تضمنت المؤامرات الإعلان المتزامن لما يصل إلى ثلاثة منافسين على العرش، بمن فيهم ساسي نفسه. كان المتآمرون نشطين في جميع أنحاء الإمبراطورية الآشورية، ويبدو أنهم تركزوا حول مدينة حران ولكنهم كانوا يعملون أيضًا في بابل وحتى في وسط آشور.
لا تحتوي السجلات الآشورية الرسمية على أي معلومات عن المؤامرات، وبدلاً من ذلك أعيد بناء تاريخها بناءً على الرسائل المعاصرة والأدلة غير المباشرة. يرجع أقدم مرجع معروف قد يكون مرتبطًا بالأحداث اللاحقة إلى عام 675 قبل الميلاد. من المرجح أن البداية الحقيقية للمؤامرات كانت مرتبطة بالغزو الآشوري لمصر عام 671 قبل الميلاد، ولا سيما زيارة أسرحدون لحران قبل الغزو. خلال هذه الزيارة، تلقى أسرحدون نبوءة تنبأت بالغزو الناجح. كما أظهر الملك نفسه علنًا، مما جعل عامة الناس على دراية بصحته البدنية السيئة. في آشور القديمة، كان يُنظر إلى سوء الصحة على أنه دليل على استياء إلهي من حكم الملك. ومن خلال شبكة تجسسه الواسعة والمخبرين الموالين، تمكن أسرحدون من كشف المؤامرات ورد بتنفيذ مذبحة وحشية للمسؤولين المشتبه بهم، مما تسبب على الأرجح في أضرار جسيمة للإمبراطورية أكثر مما كانت ستعاني منه إذا نجحت إحدى المؤامرات.

## الخلفية

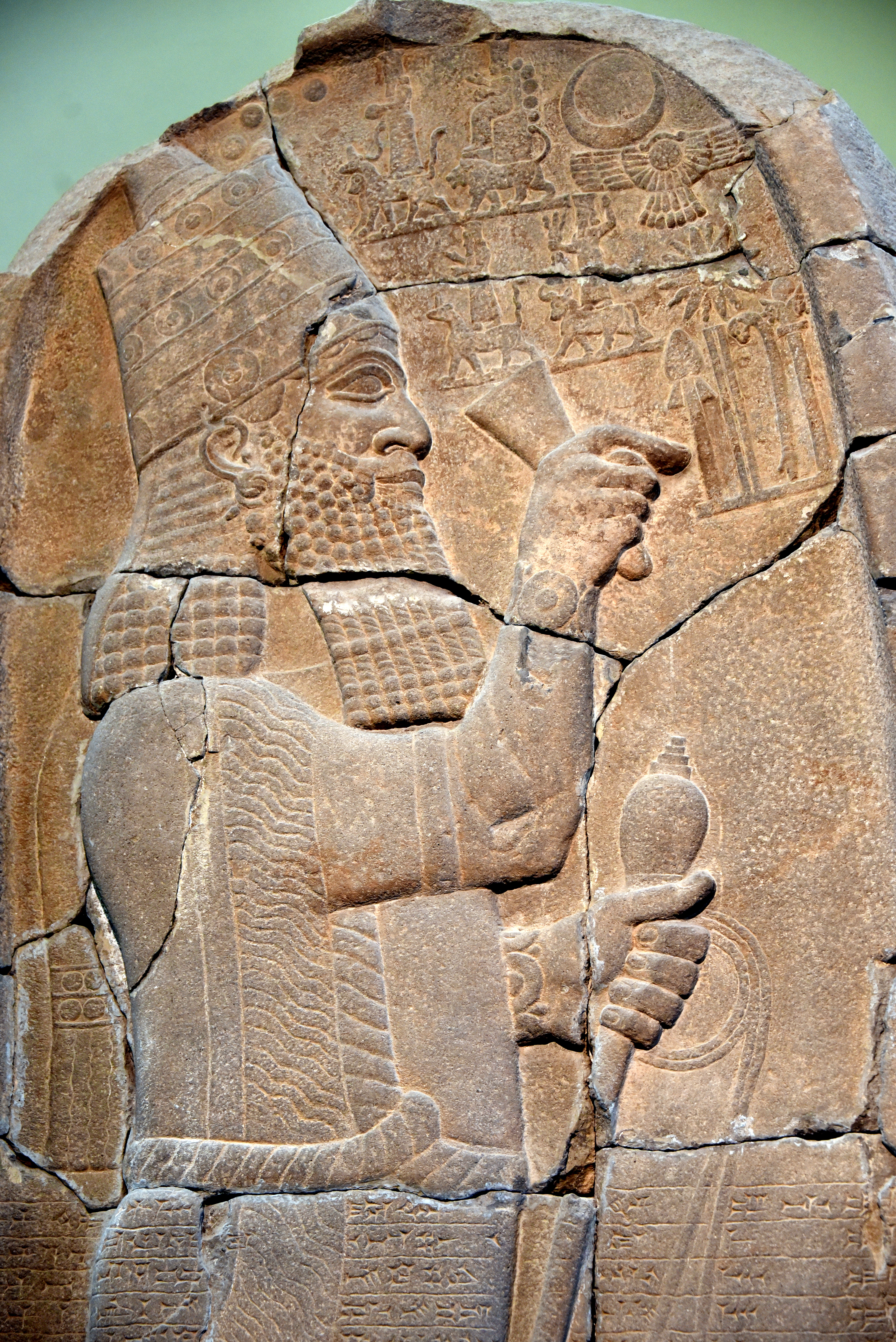
أسرحدون كما هو موضح على الخاصة به (671 قبل الميلاد)

حكم أسرحدون الإمبراطورية الآشورية الحديثة 681-669 قبل الميلاد. في هذا الوقت، كانت آشور القوة المهيمنة في الشرق الأوسط، حيث غطت إمبراطوريتها ما يُعرف اليوم بالعراق وسوريا ولبنان، إلى جانب أجزاء كبيرة من فلسطين وإيران وتركيا. كان كل مواطن في الإمبراطورية مرتبطًا بالملك الحاكم من خلال قسم الولاء، الذي فُرض على السكان خلال الأحداث المهمة مثل تولي ملك جديد أو إعلان وريث للعرش. كان لأي قريب ذكر للملك الآشوري الحق في المطالبة بالعرش؛ حيث عيّن الحاكم الحالي ولي عهد، عادةً ما يكون أحد أبنائه، والذي كُلِّف بمهام إدارية للتحضير لحكمهم.
عُيّن أسرحدون وليًا للعهد من قِبل والده سنحاريب عام 683. وبذلك، عزل سنحاريب ولي العهد السابق، وهو الأخ غير الشقيق الأكبر لأسرحدون أردا موليسو. شغل أردا موليسو منصب ولي العهد لأكثر من اثني عشر عامًا، وبعد فشله في إقناع والده بإعادة تعيينه، دبر مؤامرة لقتل سنحاريب والاستيلاء على السلطة. لم ينجح أسرحدون في أن يصبح ملكًا إلا بعد هزيمة الموالين لأخيه وكان للأحداث تأثير كبير عليه بعد ذلك. أُجريت عملية تطهير كبيرة للمسؤولين عند تولي أسرحدون العرش، على سبيل المثال تضمنت إعدام جميع موظفي الأمن في القصور في نينوى (عاصمة آشور) وكالح. وبالنسبة لبقية حكمه، كان أسرحدون مصابًا بجنون العظمة وعدم الثقة بمن حوله.
كانت هناك مشكلة أخرى أزعجت أسرحدون وهي صحته. كان الملك يُصاب غالبًا بمرض شديد، ويواجه أعراضًا مثل الحمى والدوار والقيء والإسهال وآلام الأذن. كانت حالته الأكثر وضوحًا وإثارة للقلق هي طفح جلدي كبير غطى أجزاء كبيرة من جسده، بما في ذلك وجهه. لم يتمكن الأطباء الملكيون من علاج هذه الأعراض. كان أسرحدون أيضًا مكتئبًا ويبدو أنه كان يعاني من خوف دائم من الموت. تفاقمت هذه المشكلات بعد وفاة زوجته الملكة إسراء-خامات عام 673. تشير جميع المصادر الباقية إلى أن أسرحدون كان ملكًا قلقًا وضعيفًا يفضل في الغالب البقاء وحده. كان أحد العناصر الأساسية للشرعية الملكية في آشور هو أن يتمتع الملك بصحة جيدة، جسديًا وعقليًا. كانت حالة أسرحدون ستثير قلق عامة الناس وكانت ستفسر على أنها معارضة الآلهة لحكم الملك. وهكذا نجحت الدائرة الداخلية لأسرحدون في ضمان إخفاء حالة الملك عن العامة.
على الرغم من البداية الفوضوية لعهد أسرحدون ومشاكله الشخصية، إلا أنه كان ملكًا ناجحًا إلى حد كبير. في عام 673، حاول غزو مصر لكنه هزم على يد الفرعون طهارقة. وعلى الرغم من أن هذه كانت أول هزيمة آشورية كبرى منذ قرون، إلا أن أسرحدون لم يتراجع. في أوائل عام 671، حاول غزوًا آخر. وفي طريقه إلى مصر مع الجيش، زار أسرحدون مدينة حران للتشاور مع عبادة إله القمر سين. ومن المرجح أن تكون هذه الزيارة مرتبطة بمرض أسرحدون. فقد ارتبط كل إله من آلهة بلاد ما بين النهرين بلعنة محددة وكانت لعنة سين مرضًا جلديًا غير قابل للشفاء. وأثناء محاولته استرضاء سين في حران، تلقى أسرحدون أيضًا نبوءة مشجعة من الكهنة المحليين: أنه سينجح في غزو مصر. وبعد ثلاثة أشهر، انتصر الجيش الآشوري في معركته الأولى ضد طهارقة. بعد أحد عشر يومًا من هذا الانتصار، انسحب أسرحدون من الحملة وأدى طقوس "الملك البديل" مما أدى إلى غيابه مئة يوم. ومن المرجح أن الغزو الآشوري لمصر كان بقيادة رئيس الخصيان، آشور ناصر. وُظِّف الخصيان في العديد من المناصب الآشورية الرفيعة، إذ كان يُعتقد أنهم يفتقرون إلى الطموحات الأسرية لعدم قدرتهم على الإنجاب. وفي عهد آشور ناصر، هزم الآشوريون قوات طهارقة مرة أخرى، واستولوا على ممفيس ونهبوها، ثم فتحوا مصر.
مع أن فتح مصر كان أعظم انتصارات آسرحدون، إلا أن زيارته لحرّان قبل الحملة كانت لها آثار غير متوقعة. وقد أضفت صحة نبوءة الفتح على نبوءات حرّان مصداقيةً معينة. والأمر الأكثر إثارة للقلق هو أن الزيارة جعلت العامة على دراية بحالة آسرحدون الصحية، والتي كانت حتى ذلك الحين مُتحاشاة، وربما أثارت تساؤلات حول أحقيته في العرش.

## المؤامرات

### السجلات المبكرة لساسي
هوية وأصل ساسي غير معروفة. أقدم مرجع يمكن تأريخه لشخص يحمل هذا الاسم والذي يمكن افتراض أنه نفس الفرد هو الرسالة SAA 10 112، التي كتبها بيل أوزيب في 675. كان بيل أوزيب عالمًا بابليًا عمل في نينوى كعالم فلك وعراف. أبقى بيل أوزيب أسرحدون على اطلاع بالبشائر الإلهية في النجوم وكتب إليه أيضًا عن الخيانة والمخططات داخل الإمبراطورية بناءً على المعلومات التي تلقاها من شبكته الخاصة من المخبرين. في SAA 10 112، كتب بيل أوزيب إلى الملك لإبلاغه أن ابن شومو إدينا، حاكم نيبور، قد هرب الذهب والكنوز الأخرى من بابل. ثم أعطى شومو-إدينا هذه الأوراق بدوره لثلاثة أشخاص يُدعون ساسيا، وسلايا، وشخص ثالث لم يُحفظ اسمه. "ساسيا" هي طريقة بابلية لكتابة اسم ساسي. ويبدو أن ابن شومو-إدينا قد أُلقي القبض عليه، مع أن بيل-أوزيب أبلغ أسرحدون أيضًا أنه يعتقد بوجود مؤامرة ضد الملك. اعتقد بيل-أوزيب أن شومو-إدينا جزء من هذه المؤامرة، كما اشتبه في شارّو-لو-داري، وهو مصري كان من بين أصدقائه ساسيا ورجل يُدعى بل-إتير.
تتضمن الرسائل الإضافية التي تتعلق بالشؤون البابلية لساسي CT 54 37 و CT 54 462. لا يمكن تحديد تاريخ هذه الرسائل على وجه اليقين ولكن من المرجح أنها تسبق الرسائل اللاحقة المتعلقة بالمؤامرات. تتناول CT 54 37 الإطاحة بأشاريدو، حاكم كوثى، وتذكر أن ثلاثة أشخاص موالين لأسرحدون - "سائق الخيل"، و"حاكم هار " (ربما حران)، و"ساسيا العمدة" - قد يكونون قادرين على اختيار شهود لأشاريدو. كُتبت CT 54 462 إلى أسرحدون من قبل رجل يُدعى مردوخ ناصر وأبلغ الملك بأنشطة ساسيا وإريشي و"ريماني أداد سائق المركبة" ونابو-أوهاشو و"بل إتير حاكم ...". كان هؤلاء الرجال قد استقلوا (في سياق غير معروف) عربة سريعة إلى مكان ما وكانوا يرفضون أمر الملك بإعادة هذه العربة.  قد يكون ريماني-أدد مطابقًا لسائق عربة يحمل نفس الاسم والذي شغل لاحقًا منصبًا رفيعًا كسائق عربة لولي العهد (والملك لاحقًا) آشوربانيبال. تشير هذه الرسائل مجتمعة إلى أن ساسي كان رجلاً متورطًا في أنشطة مشبوهة، وكان مرتبطًا برجل ربما كان حاكم حران وسائق العربة البارز ريماني-أدد.
بصفته "ساسيا العمدة"، يُشار إلى أن ساسي أصبح في وقت ما عمدة مدينة. كما ورد أنه خدم كمسؤول رفيع المستوى في مكتبات أسرحدون الملكية في نينوى، حيث كان مسؤولاً عن الإشراف على العلماء. قد تشير المؤامرات التي شارك فيها ساسي، وخاصة إعلانه ملكًا، إلى أنه كان من أصل ملكي؛ تكهنت كارين رادنر بأنه ربما كان من نسل جد أسرحدون، سرجون الثاني.

### إعلان ساسي ملكًا
في نفس الفترة تقريبًا التي انتصر فيها آشور ناصر في مصر، طُرحت نبوءة ثانية في حران. هذه المرة، نطقت بها جارية، قيل إنها وقعت في نشوة، وجاء فيها: "هذه كلمة الإله نوسكو: الملك لساسي. سأدمر اسم سنحاريب ونسله!". أُبلغ آسرحدون بالحادثة في رسائل كتبها نبوريتو أوسور، وهو مسؤول ربما كان موظفًا لدى والدة آسرحدون نقية. لم يقدم نابوريتو-أوسور اسم النبية، فقط أنها كانت جارية (أمتو) مملوكة لرجل يُدعى بيل-أهو-أوسور ويبدو أنه عاش في حران. يشير المؤرخون المعاصرون إليها أحيانًا باسم "أوراكل نوسكو ‏". يُقال إنها كانت "مُفتَتَنة" بطريقة ما لمدة ثلاثة أشهر، ربما كانت علامة على الاستحواذ الإلهي، ونطقت الكلمات مباشرة كما لو كانت بوقًا للإله. لا يمكن أن يكون اختيار الإله وموقع النبوة مصادفة. كان يُنظر إلى نوسكو في العصر الآشوري الحديث على أنها ابن سين. وُصفت النبوة الجديدة بأنها قيلت في "أطراف حران"، وهي نفس الصياغة المستخدمة في النصوص التي تذكر نبوءة أسرحدون الحرانية السابقة وبالتالي ربما يكون نفس المكان تمامًا.
كان نبوريتوسور مترددًا في قبول كلمات النبية كرسالة إلهية حقيقية، ويرجع ذلك جزئيًا إلى معارضتهم للملك وجزئيًا لأنها لم تكن نبية محترفة. كانت الرسالة خيانة، حتى لو جاءت من إله، وقدمت مبررًا أيديولوجيًا لانتفاضة محتملة ضد أسرحدون. لا يزال نبوريتوسور يعتبر النبوءة خطيرة للغاية لدرجة أن رسائله استشهدت بتنبؤات ورؤى حديثة كانت أكثر دعمًا لأسرحدون. كان مقتنعًا أيضًا بأن أسرحدون كان في خطر وشيك وتوسل إليه لتدمير المتآمرين وحماية حياته وحياة العائلة المالكة. اقترح أن يقوم الملك بفحص أحشاء الحيوان للتأكد من الرسائل من الآلهة على كبش لتحديد ما إذا كانت النبوءة الجديدة صادقة، على أمل أن يثبت ذلك أن النبية قد زورت الرسالة الإلهية. يبدو أن النبية قد أحضرت أمام السلطات من قبل الحراس على الرغم من أنها وضعت نفسها لاحقًا تحت حماية ساسي. من المرجح أنها كانت شخصية كاريزمية للغاية لعبت دورًا رئيسيًا في انتشار الحركة التآمرية؛ اكتسب ساسي مؤيدين بسرعة في الإمبراطورية وتشير إحدى الرسائل (SAA 16 243) إلى أن قسم الولاء ربما بدأ يُقسم له كما لو كان ملكًا بالفعل.
لم يقترح نبوريتوسور معاقبة النبية لأن قسم الولاء لأسرحدون لم يطالب إلا بإدانة الأنبياء الكذبة، مع إعدام المتآمرين الفعليين فقط. ومع ذلك، توجد سجلات عن خطط لمحاولة اختطافها من منزل ساسي. اقترح نبوريتوسور استجواب ساسي ورفاقه وتوسل إلى أسرحدون للبقاء في أمان قصره. شخصيًا، كان يأمل أن يُقتل المتآمرون، وكتب "ليهلك اسم ونسل ساسي، وبلحوسور، وشركاؤهم". في رسالة ثانية، أبلغ نبوريتوسور الملك أيضًا برؤيا خاصة به، على الرغم من صعوبة معرفة ما يدعي أنه رآه. وذكر أيضًا أنه يعتقد أن ساسي كان يعد كمينًا لاغتيال أسرحدون.
سجلت الرسائل عدة أسماء أخرى، يُفترض أنها من رفاق ساسي ومخبرون موالون. في معظم الحالات، لا يمكن التأكد إلا من القليل عن هذه الشخصيات بخلاف ولاءاتهم كما فهمها نبو-ريهتو-أوسور. تشمل الشخصيات التي أشار إليها بوضوح على أنها متواطئة مع ساسي في رسائل مختلفة: بل-أهو-أوسور المذكور آنفًا، "إسار-نادين-أبلي الكاتب"، نبو-إتير، "أويانو الخصي"، نبو-بل- [x]، وأبرو-نابو. قد يتعرف على أوبرو-نابو بشخص يحمل نفس الاسم والذي يظهر في وثيقة من عام 671 (SAA 6 296:5) باعتباره حارس الكباش والثيران والحمير لريماني-أداد، سائق عربة آشور بانيبال. يظهر ساسي أيضًا كشاهد في هذه الوثيقة. ذكر نابوريتو-أوسور أسماء ميلكي-نوري وأوراد-إيسار في أدوار غير واضحة (بسبب النص المكسور) ولكن يبدو أيضًا أنهم من أتباع ساسي. ذكر نابوريتو-أوسور أيضًا رجلاً يُدعى أردا يبدو أنه مخبر وليس مشتبهًا به، والذي يجب على السلطات التحدث إليه. كما ذُكر أردا في رسالة مجزأة أخرى، حيث أبلغ هو ورجل يُدعى أداد-شومو-أوسور الكاتب المجهول أنهم "يقومون بتمرد". لا بد أن أردا كان ينتمي إلى الدائرة الداخلية لساسي لأنه يبدو أنه كان على علم بمحادثات ساسي واجتماعاته في أيام محددة. إلى جانب أردا وأداد-شومو-أوسور، يبدو أن ابنة رجل يُدعى بامبا قد ذكرها نابوريتو-أوسور أيضًا كمخبرة.

### تقارير أخرى

#### نبو-أوشاليم
كان نبو-أوشاليم مسؤولًا مخلصًا لأسرحدون وكان معروفًا بأنه مفسر للأحلام. وفي هذا الدور، استشاره عبدا، مشرف مدينة آشور. وصف عبدا حلمًا سلمه فيه طفل عصا وأخبره أنه سيحقق القوة والسلطة. وأكد نبو-أوشاليم أن هذا الحلم يوحي بأن عبدا قد حلم بأنه سيصبح ملكًا، وربما كانت رسالة نبوية. جند عبدا بسرعة 120 جنديًا من النخبة لقضيته وجعلهم يقسمون بالولاء له في حفل رسمي. شجع بعض الجنود نبو-أوشاليم على أن يقسم بالولاء لعبد أيضًا. وعلى الرغم من أنه كان محاطًا بالمتمردين، إلا أنه رفض وظل مخلصًا لأسرحدون.
بعد رفض نبوعليم، استأجر قائدا هذه المؤامرة، عبدا و(المثير للاهتمام) ساسي، رجلين للسفر إلى نينوى لإقناع أسرحدون بأن نبوعليم هو الخائن الذي يتآمر على الملك. أقنعه شخص قدّم نفسه على أنه صديق لنبوعليم بمراسلة الملك وشرح ما حدث لتبرئة ساحته. فعل نبوعليم ذلك وسلم الرسالة إلى الصديق المزعوم. خانه هذا الشخص المجهول، وسلم الرسالة إلى ساسي، فأبلغ ساسي بما يعرفه نبوعليم، ومنع أسرحدون من معرفة ولاء نبوعليم. وبعد فترة وجيزة من ذلك، كتب نبي الله أوسالم أكثر يأسًا إلى أسرحدون مرة أخرى، على الأرجح خوفًا على حياته من الملك وساسي، وأعاد سرد القصة، وحاول إقناع الملك بولائه.

#### كودورو
كان كودورو كاتبًا بابليًا، وقد أُحضر بالقوة إلى نينوى مع كتبة آخرين، حيث ساعدوا في الأسر في نسخ الألواح الطينية للمكتبات الملكية. قد يكون كودورو هو نفس الشخص الذي ترحل إلى آشور في عام 675/674 وكان ابن شمش إبني، حاكم قبيلة بيت دكوري الكلدانية. تسجل الرسالة SAA 11 156 أن كودورو وكاتب زميل، كونايا، كانا تحت إشراف ساسي. وجه أسرحدون في إحدى الرسائل ولي عهده آشور بانيبال لاستجواب ساسي، ليس فيما يتعلق بأنشطة ساسي المشبوهة ولكن بدلاً من ذلك أنشطة كودورو وكونايا. من المحتمل أن التقارير الأخرى لم تصل بعد إلى أسرحدون؛ كتب كودورو رسالة إلى أسرحدون في نفس الشهر الذي أبلغ فيه نبوريتو أوسور عن رؤيته.
على الرغم من عدم وجود سجلات لأنشطة كونايا، فقد انجرف كودورو في المؤامرات ضد أسرحدون. كتب كودورو رسالة (SAA 10 179) إلى أسرحدون حيث روى تجاربه. أرسل كبير حاملي الكأس نابو كيلاني قائدًا لفصيلة لإعفاء كودورو من مهامه. أكد هذا القائد لكودورو أن كودورو خبير في تقاليد الكتابة وسافرا معًا إلى معبد سين في حران. في المعبد، استجوب كودورو لأول مرة من قبل سائل لم يُذكر اسمه قبل أن يظهر القائد مرة أخرى ويأخذه إلى غرفة علوية، حيث كان ينتظره أربعة من أقوى الرجال في آشور: نابو كيلاني، الحاجب، والماجوردومو، ومسؤول لم يُذكر اسمه. كما بقي قائد الكتيبة في الغرفة وكان هناك شخصية أخرى حاضرة، لاحظ كودورو أنها استمرت في دخول الغرفة ومغادرتها، وكان "مشرف المدينة". كان المتآمرون ذوو الرتب العالية يعني أنهم كانوا قادرين على الاستفادة من شبكة الاتصالات المتقدمة للدولة الآشورية، مما زاد من سرعة انتشار الحركة. مُنح كودورو مقعدًا في الغرفة وشرب النبيذ مع الرجال حتى غروب الشمس.  ثم انكشف غرض وجوده. سأل أحد الرجال كودورو إذا كان خبيرًا في الكهانة ثم طلب منه أن يؤدي لهم الكهانة. كان السؤال الذي أراد الرجال الإجابة عليه هو "هل يأخذ رئيس الخصيان الملكية؟".
ليس من الواضح من كان رئيس الخصيان في هذا الوقت. كان إما آشور ناصر، الذي قاد الجيش في مصر، أو رئيس خصيان آخر معروف أنه خدم في عهد أسرحدون، شا نبو شو. يُعتبر آشور ناصر عادةً أكثر ترجيحًا. كما أنه ليس من الواضح ما الذي يستلزمه السؤال على وجه التحديد. عادةً ما يفسر على أنه يشير إلى أن آشور ناصر كان لديه أيضًا خطط للمطالبة بالعرش؛ من ناحية أخرى، فسرت كارين رادنر ذلك في عام 2003 على أنه يشير إلى أن آشور ناصر كان يرغب في التنافس على حكم أسرحدون والعمل كصانع ملوك لمطالب آخر. كان بإمكان كودورو التأكد بسهولة من أن الرجال لم يكونوا موالين لأسرحدون؛ لو كانوا كذلك، لكانوا على الأرجح قد سألوا السؤال لأحد العرافين المعروفين في المعبد، وليس سجينًا بابليًا صادف أن لديه خبرة في الكهانة. من المرجح أن ساسي كان متورطًا في هذه الخطة؛ بصفته مشرفًا على كودورو في المكتبة، كان بإمكانه حتى ترشيحه لهذا العمل. أجرى كودورو الكهانة كما طُلب منه وأعلن أنه "سيتولى الملك". فرح الرجال فرحًا غامرًا وقضوا اليوم التالي "[يمرحون] حتى غربت الشمس"، أي استضافوا حفلًا كبيرًا. ادعى كودورو أن الرجال قدموا له وعودًا مبالغًا فيها على نحو متزايد مقابل خدمته، بما في ذلك أنه سيعود إلى وطنه وحتى أنه سيُنصب ملكًا على بابل.
وفقًا لرسالة كودورو، لم يكن سوى تمثيلية هزلية، وكان دائمًا في صف أسرحدون. وحسب تعبيره، لم تكن العرافة سوى "خدعة فادحة" و"الشيء الوحيد الذي كنت أفكر فيه هو: 'لا يقتلني'". أبلغ كودورو أسرحدون بالمؤامرة، وسمى الخونة، وأشار إلى خوفه على حياته. لم يكن كودورو خائفًا فقط من ساقي الخمر ورئيس الخصيان، اللذين قد ينتقمان إذا علما أنه كشف خيانتهما، بل كان خائفًا أيضًا من أسرحدون، الذي قد يسمع بعرافته ويعتبره خائنًا.

## رد أسرحدون
على الرغم من أن تقارير نابوريتو أوسور، ونبو أوشاليم، وكودورو تختلف في تفاصيل المؤامرات وحتى في من كان المرشح الملكي الرئيسي المعارض لأسرحدون، إلا أن المؤامرات المذكورة كلها مترابطة بوضوح. وفي حالة هذه المؤامرات، فإن جنون العظمة لدى أسرحدون وقسم الولاء الخاص به قد أثمر. وصلت الروايات الثلاث إلى الملك وأُبلغ بسرعة بالخونة في جميع أنحاء الإمبراطورية. في البداية، لم يتحرك أسرحدون ضد المتآمرين وبدلاً من ذلك جمع المعلومات. لا بد أن التقارير قد تركت أسرحدون غير متأكد مما يجب تصديقه، مع وجود تنبؤات تدعم العديد من المرشحين المختلفين والخيانة الواضحة في أعلى مستويات الإدارة، ربما داخل بلاطه.  خوفًا على حياته، أجرى أسرحدون طقوس "الملك البديل" مرة أخرى في أواخر عام 671، بعد أقل من ثلاثة أشهر من إكمال المائة يوم السابقة لها. بعد هذه الفترة من العزلة، تحرك أسرحدون لاتخاذ إجراء فوري.
باستخدام شبكة التجسس الملكية الواسعة، أمر أسرحدون بتجميع العديد من المتآمرين المبلغ عنهم وإحضارهم إلى نينوى. وقد سُجل هذا في رسالة كتبها طبيب بلاطه أوراد-نانايا، الذي كتب أن "آشور والآلهة العظيمة قيدوا وسلموا هؤلاء المجرمين الذين تآمروا ضد صلاحه إلى الملك". وأعقب ذلك مذبحة، وهي الثانية التي نُفذت ضد المسؤولين الآشوريين في عهد أسرحدون. في عام 670، جاء في السجل الآشوري أن "الملك قتل العديد من أقطابه في آشور بالسيف". وقد تركت المؤامرات أسرحدون في حالة من الشك الشديد؛ حتى أولئك الذين لم يكونوا متورطين اضطروا إلى بذل جهود كبيرة لإقناعه بولائهم و عززت الإجراءات الأمنية في البلاط بشكل كبير. ومن المرجح أن يكون رئيس الخصيان قد أُعدم لتورطه في المؤامرات. نجا بعض المتآمرين من غضب آسرحدون. تذكر الرسالة SAA 10 316 بعض المتآمرين الذين ما زالوا طلقاء، بمن فيهم "سائق عربة" و"رجل ثالث". قد يكون هذا مرتبطًا بالرسالة اللاحقة ABL 1364، من عهد آشور بانيبال ملكًا، والتي تذكر ثلاثة ضباط أعدمهم آسرحدون: "دادي إبني الرجل الثالث"، و"سولمو إيريش سائق العربة"، و"أداد ريماني النساج". كما تذكر رسالة كتبها مسؤول في معبد إيساكيلا في بابل خصيانًا هربوا إلى بابل من آشور ولجأوا إلى بورسيبا.
من المرجح أن مذابح أسرحدون لكبار المسؤولين في الإدارة الآشورية قد تسببت في ضرر جسيم للإمبراطورية أكثر مما كان سيحدث لو مات هو واستبداله بمنافس. نظرًا لأن تأسيس الحركة يبدو أنه كان تحديًا أساسيًا لشرعية أسرحدون الإلهية، لم يكن من الممكن تجنب أي متمردين. في آشور، كان يختار مسؤول لمو من بين كبار المسؤولين كل عام لإعطاء اسمهم للعام التالي. بعد المذبحة، لم يختار أي لمو جديد لعدة أشهر، مما يشير إلى مدى اتساع نطاق التطهير. هذا الوضع نادر للغاية في التاريخ الآشوري. أظهرت الحفريات في المستوطنات بالقرب من حران، مثل سمأل وبورمارينا، أن العديد من المنازل قد أحرقت في حوالي هذا الوقت، ومن المحتمل أن يكون ذلك مرتبطًا بانتقام أسرحدون.
الدور الدقيق الذي لعبه ساسي نفسه في المؤامرات ومصيره غير معروفين. لقد كان متورطًا بالتأكيد في الأحداث، على الرغم من أنه ليس من الواضح تمامًا أي جانب كان فيه. بعض الوثائق التي تذكر اسم ساسي كشاهد (أحيانًا مع ريماني أداد، سائق المركبة) معروفة من عهد آشور بانيبال، على الرغم من أنه ليس بالضرورة هو الشخص نفسه. والجدير بالذكر أن الرسالة SAA 6 251 مؤرخة بعام 666 وتسجل كشهود ساسي وأداد شومو أوسور وإيسار نادين أبلي ونبوريتو أوسور، أي أسماء المتآمرين المفترضين ونفس الرجال الذين اتهموهم بالخيانة. ومع ذلك، فإن هؤلاء ليسوا بالضرورة نفس الأشخاص. اقترح مارتي نيسينن في عام 1998 أن هذا هو نفس ساسي بالفعل وأنه إما أقنع أسرحدون بطريقة ما بولائه، أو أن تورط ساسي في المؤامرات المتعددة كان عملية استخباراتية وأنه كان في الواقع متسللًا مخلصًا للملك، وأبقى أسرحدون على اطلاع بأفعال المتآمرين.  في عام 2003، كتبت كارين رادنر أنها وجدت تكهنات نيسين "معقدة بشكل لا داعي له". وباعتبار أن ساسي اللاحق كان شخصًا مختلفًا، وجدت رادنر أنه من المرجح أن يكون كل من ساسي والنبية التي أعلنته ملكًا قد أُعدما أو هربا إلى الخارج إلى المنفى.